# Ulrich Kallmeyer (Musiker)
Ulrich Kallmeyer (* 1963 in Monheim am Rhein) ist ein deutscher Komponist, Pianist, Pädagoge und Autor.

## Leben
Ulrich Kallmeyer studierte Klavier bei Bernhard Ebert und Schulmusik an der Hochschule für Musik, Theater und Medien Hannover, danach an der Hochschule für Musik und Tanz Köln Musiktheorie und Komposition in der Klasse für Neues Musiktheater bei Mauricio Kagel.
Kallmeyer lehrte seit 1993 Musiktheorie und Gehörbildung an den Hochschulen in Köln und Hannover. Seit 1999 vertritt er an der Städtischen Musikschule Braunschweig die Fächer Klavier, Musiktheorie und Gehörbildung und ist Fachleiter in der Abteilung Studienvorbereitenden Ausbildung. Ein Interessenschwerpunkt seiner theoretischen Arbeit ist die Didaktik und Methodik der Gehörbildung und Relative Solmisation.

## Werke (Auswahl)

### Musiktheater
- Der Kalte Adam
- Preussisch Doppelbild

### Klavier
- The Cool Cat Piano Goodies
- 12 Variations on Sousa’s march „The Liberty Bell“
- Gleitzeit
- Variationen über „Man müsste Klavierspielen können“
- 12 Variations on Charles Hubert Hastings Parry’s „Jerusalem“

### Klavier vierhändig
- Rondo favori

### Kammermusik
- Klaviertrio (2020)
- Sonatina (Violine und Klavier)
- Sonate in zwei Sätzen (Violine und Klavier)
- Sonata (Cello und Klavier)
- Eines Traumes Schatten (Posaune, Violoncello, Schlagzeug, Klavier)

### Chor
- The Dunkeld Prayer (SATB) (Fassung mit Barockinstrumenten)
- Zwei deutsche Motetten
- Drei Gesänge (Gellert, Goethe, Pfeffel)
- Drei altdeutsche Liebeslieder
- Zwei schertzhaffte Lieder

### Orgel
- 30 Choralvorspiele
- Happy Birthday
- Vier Choralvorspiele

### Orchester
- Klavierkonzert

### Schriften
- Così si fa sol mi. Musiklehre und Gehörbildung mit relativer Solmisation. Heft 1, Dur ein- und zweistimmig, Intervalle, Grundlagen der Notenschrift. Breitkopf & Härtel, Wiesbaden 2018, ISBN 978-3-7651-9927-1.
- Così si fa sol mi. Musiklehre und Gehörbildung mit relativer Solmisation. Heft 2, Moll ein- und zweistimmig, Schlüssel, Generalvorzeichen. Breitkopf & Härtel, Wiesbaden 2018, ISBN 978-3-7651-9928-8.
- Ein Schneider fing ’ne Maus. Variationen und Modelle zu Improvisation und Komposition am Klavier. Are, Mainz 2016, ISMN 979-0-50212-328-4.